# بورتسموث (رود آيلاند)
بورتسموث (بالإنجليزية: Portsmouth)‏ هي بلدة تقع بولاية رود آيلاند في الولايات المتحدة. تبلغ مساحتها 153.6 (كم²)، وترتفع عن سطح البحر 62 م، بلغ عدد سكانها 17389 نسمة في عام 2010 حسب إحصاء مكتب تعداد الولايات المتحدة وتصل الكثافة السكانية فيها 289.3 نسمة/كم2.

## أعلام
- أنتوني هاركنيس
- بيلي غونسالفيس
- جوزيف شيفيلد
- جوليا وارد هاو
- جدعون كورنيل

## وصلات خارجية
- www.portsmouthri.com
- The US50 - Cities and Towns in Rhode Island State
- Rhode Island Cities and Towns, Facts, Map, Flag, Colleges, Government, and More